# Tinea bivirgella
Tinea bivirgella is een vlinder uit de familie van de echte motten (Tineidae). De wetenschappelijke naam van de soort werd in 1875 gepubliceerd door Cajetan Freiherr von Felder & Alois Friedrich Rogenhofer. De soort komt voor in Colombia.

## Synoniemen
- Tinea dividuella Zeller, 1877